# Шеломенцев, Михаил Викторович
Михаил Викторович Шеломенцев (род. 9 ноября 1988, Пивань) — российский театральный деятель, актёр театра и кино. Лауреат национальной театральной премии «Золотая маска 2016», лауреат театральной премии «Золотой софит» (2015).

## Биография
Михаил Шеломенцев родился в 1988 году в селе Пивань, Хабаровского края. В 2011 году завершил обучение в Санкт-Петербургском университете культуры и искусства, на кафедре режиссуры и мастерства актёра, обучался в мастерской В. П. Фунтусова.
С 2006 года работал актёром театра «Под самой крышей». С 2001 по 2006 годы — актёр народного драматического театра «Диалог». С 2011 года — актёр Лаборатории «ON.ТЕАТР». С 2013 года в труппе театра «Karlsson Haus». Сотрудничает с Камерным театром Владимира Малыщицкого.
Лауреат фестиваля «Золотой софит — 2015» в номинации «Лучшая работа актёра в театре кукол» за спектакль «Ваня». Лауреат Молодежной премии в области художественного творчества за роль в спектакле «Ваня» (Санкт-Петербург). Лауреат премии «Золотая маска — 2016» в номинации «Лучшая работа актёра в театре кукол» за спектакль «Ваня» в Театре «Karlsson».
С 2012 года снимается в кино.
Женат, воспитывает сына.

## Репертуар и роли
Дипломные спектакли:
- «Урок дочкам» — Семён;
- «Божьи коровки возвращаются на землю» — Дима;
- «Играем В. Шукшина» — Сергей Духанин;
- «Жажда» — Темнокожий матрос;
- «Поцелуй маски» — Знаменитый врачеватель;
- «Варвара» — Антон;
- «Две пьесы Александра Володин» — актер, гитарист, конферансье.

Лаборатория ON.ТЕАТР:
- «Потеря равновесия» — Тенор;
- «Красного цвета стихи и песни» — Брат.

Театр «Под самой крышей»:
- «Биография» — Отец;
- «Моё облако справа» — Максим.

Театр «Karlsson Haus»:
- Телемах, Одиссей, Пенелопа, Сцылла и др. — «Одиссей» К. Норвиг (реж. А. Лелявский);
- Мартовский заяц — «Вероятно чаепитие состоится» по мотивам повести Л. Кэрола (реж. А.Шишов);
- Ваня — «Ваня» (реж. А.Лелявский);
- Тофсла и Вифсла, Снусмумрик — «Мумий Тролль и Шляпа волшебника» Т. Янсон (реж. П.Васильев).

Камерный театр Владимира Малыщицкого:
- Борис — «Гроза» А. Островский (реж. А. Никаноров);
- Себастьян — «Двенадцатая ночь» У. Шекспир (реж. П. Васильев).

## Работы в кино
- 2012 — «Волчий остров» (Лёня);
- 2012 — «Улицы разбитых фонарей-12»;
- 2013 — «Последний бой» (солдат, водрузивший знамя);
- 2013 — «ППС-2» (Димка);
- 2013 — «Команда» (Макс Улыбка, дилер);
- 2014 — «Невеста с заправки» (клиент заправки);
- 2014 — «Письма на стекле» (эпизод);
- 2014 — «Улицы разбитых фонарей-14» (Сашка);
- 2015 — «Город особого назначения» (Мамай);
- 2015 — «Инспектор Купер-2» (Костя Беляков);
- 2015 — «Ленинград 46» (Семён Лавров, сержант милиции);
- 2015 — «Охотник за головами» (Егор Князев);
- 2015 — «Семейный альбом» (хулиган);
- 2015 — «Такая работа» (Дмитрий Бубнов);
- 2016 — «Мажор-2» (похититель);
- 2016 — «Тренер» (Рыбников);
- 2018 — «Алиби» (курьер);
- 2018 — «Мажор-3» (Сергей Семёнов);
- 2018 — «Пять минут тишины. Возвращение» (Федя, вор);
- 2019 — «Дылда» (вагоноважатый);
- 2019 — «Формула преступления» (хулиган);
- 2020 — «Великолепная пятёрка-3» (Орлик);
- 2020 — «Записки отельера #Гельвеция» (Лёша);
- 2020 — "Проект «Анна Николаевна» (Матюшенко);
- 2020 — «Серебряные коньки» (граф);
- 2020 — «Шерлок в России» (лакей Иван);
- 2021 — «48 часов» (Пётр Кулаков);
- 2021 — «Бендер. Начало» (Пётр Кулаков);
- 2021 — «Вертинский» (эпизод);
- 2021 — «Кто Чехова читал?»;
- 2021 — «Невский. Охота на архитектора» (капитан);
- 2021 — «Прикосновение» (Алексей, студент киношколы);
- 2022 — «Капкан на судью» (Игорёк);
- 2022 — «Русские» (Адам Вейцман);
- 2023 — «Великая. Золотой век» (Суворов);
- 2023 — «Настоящий» (Эдуард Клюев);
- 2023 — «Содержанки-4» (судмедэксперт);
- 2023 — «Условный мент-4» (Картон);
- 2024 — «Чистые» (странник);

## Награды
- 2015 — Лауреат фестиваля «Золотой софит», номинация «Лучшая работа актёра в театре кукол» за спектакль «Ваня» (режиссёр — А. Лелявский),
- 2015 — Молодёжная премия в области художественного творчества за роль в спектакле «Ваня»,
- 2016 — Лауреат премии «Золотая Маска», номинация «Лучшая работа актёра в театре кукол» за роль Вани в спектакле «Ваня» (режиссёр — А. Лелявский),
- 2017 — Номинант на премию «Золотой софит», номинация «Лучшая работа актёра в театре кукол» за роль Петра Кондратенко в спектакле «Блаженный остров» (режиссёр — Е. Ибрагимов),
- 2017 — Номинант на премию «Прорыв», номинация «Лучший актёр» за роль Петра Кондратенко в спектакле «Блаженный Остров» (режиссёр — Е. Ибрагимов).